# M/S Lola
M/S Lola byggdes år 1920 på Caledon Shipbuilding i Dundee för Clyde Shipping Company, då med namnet Tuskar. År 1937 köptes hon av Eric Ericsson i Surte som döpte om henne till Lola. Senare samma år stoppades fartyget i Constanta, Rumänien misstänkt för vapensmuggling. Rumänerna fann vid en kontrollering att skeppet Lola var lastat med krigsmateriel som misstänktes vara ämnad för den nationalistiska fronten i det Spanska inbördeskriget. Händelsen väckte stor uppmärksamhet i svensk press, inte minst på grund av Sveriges officiella icke-interventionism.
Som en följd av detta belades Lola med kvarstad från och med 1 januari 1940 och internerades i Rumänien. Den 1 november 1940 köpte den judiska förvaltaren Daniel Wolf fartyget. Den 10 april hävdes kvarstaden och Lola rustades för att transportera 500 judiska flyktingar till Palestina. Den 15 maj internerades hon återigen på begäran av Tyskland.
Den 1 oktober 1941 anhöll Oberkommando der Kriegsmarine om att få köpa fartyget. Efter att svenska regeringen givit klartecken såldes Lola till Kriegsmarine och byggdes om till understödsfartyg för 1. Schnellbootflottille i Svarta Havet, nu med namnet Schiff 29. Den 27 oktober attackerades hon av den sovjetiska ubåten M-35 medan hon låg för ankar i Sulina. Genom att kapa ankartrossen och driva iväg med strömmen undgick hon att träffas av de två avfyrade torpederna.
Under april 1944 användes fartyget för att evakuera trupper och flyktingar från Krim varvid hon gick på grund söder om Sevastopol 29 april, men drogs loss redan nästa dag. Den 14 maj såldes hon till Mittelmeerreederei GmbH i Hamburg och återfick namnet Lola. I början av juni passerade hon Bosporen och Dardanellerna för att den 10 juni nå Pireus i Grekland. Här började hon rustas som hjälpkryssare, men arbetet avbröts den 29 augusti av sabotage när en sprängladdning detonerade och förskeppet vattenfylldes. I mitten av september blev hon trots det färdigställd och användes för att evakuera de tyska baserna i Egeiska havet. Den 30 oktober sänktes hon för att blockera hamnen i Thessaloniki. Efter kriget bärgades hon och skrotades.